# Vodun

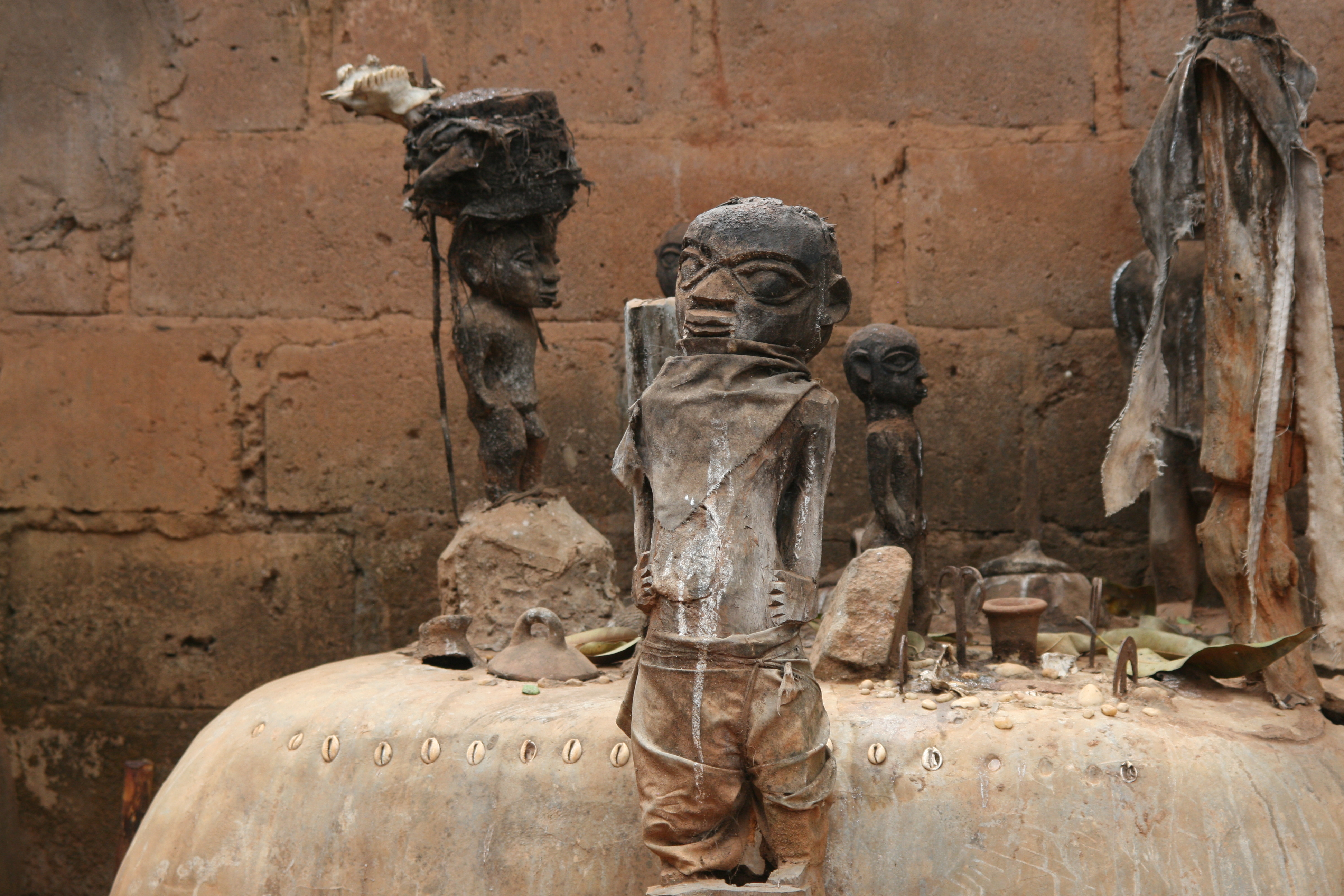
Oltář vodun v Abomey

Vodun (též vodu, vodou, vodoun, voudou, voju) je africké domorodé náboženství rozšířené především v Beninu. Někdy se používá i výraz vúdú, ten však označuje afroamerické náboženství na Haiti, které z vodunu částečně vychází. Velký vliv na jeho vznik a vývoj mělo jorubské náboženství oriša.

## Rozšíření vodunu

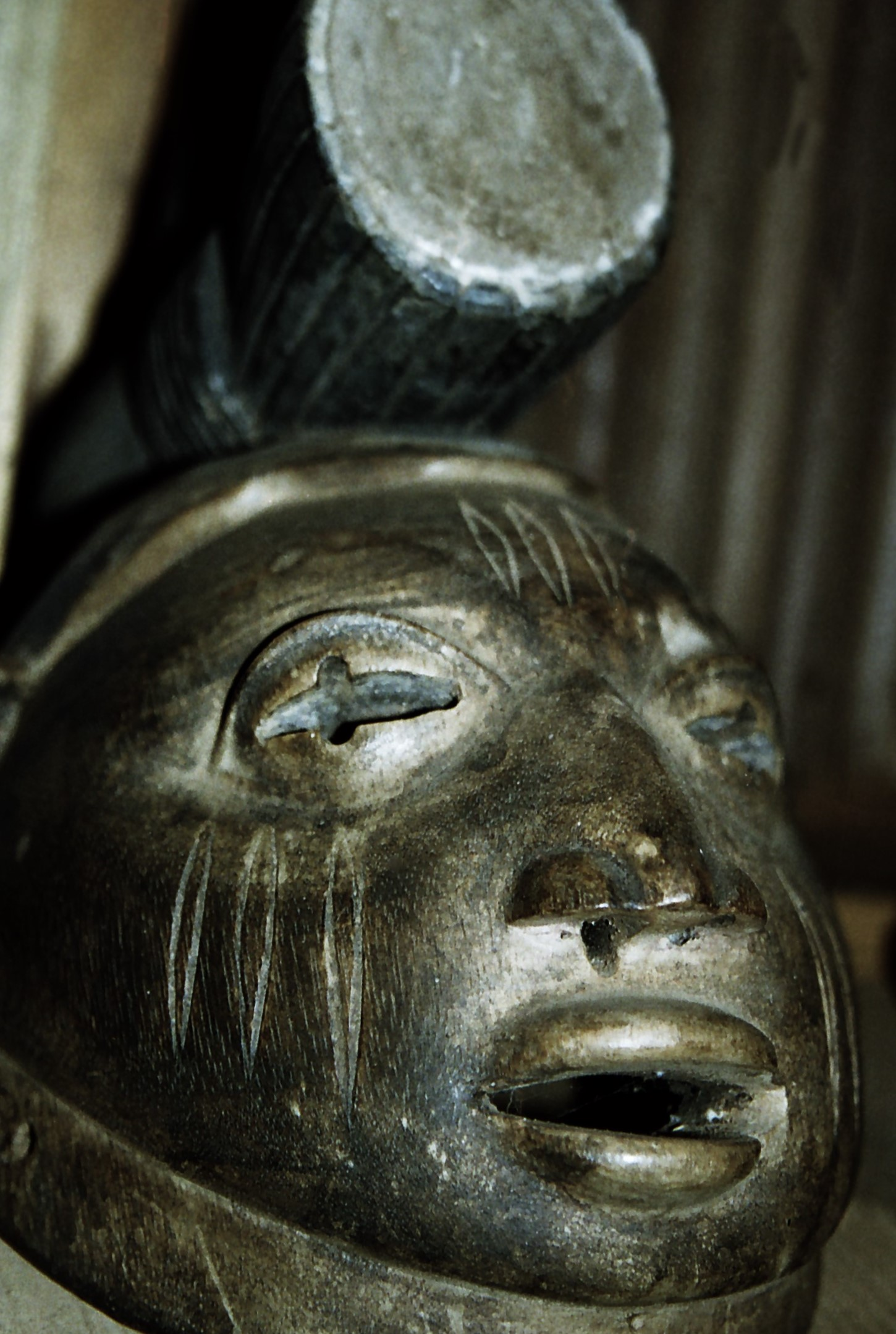
Vodunská soška, Benin.

Vodun je nejvíce rozšířen v jižním a středním Beninu, konkrétně v provinciích Atlantique, Mono, Ouémé a Zou. Na pobřeží se stoupenci tohoto náboženství soustředí především v okolí hlavního města Porto Novo a města Ouidah, považovaného za kolebku vodun. Nejvíce věřících a chrámů však lze nalézt severněji, okolo měst Allada a Abomey. Na východ od nich žije mnoho vodunistů okolo měst Savi, Kétou a Pobe. Z hlediska etnicity se k vodunu nejvíce hlásí etnika Hulů a Adžů žijící na pobřeží a podél hranic s Togem. Ve středním Beninu se k tomuto náboženství hlásí Dassové. Mimo Benin se vodun vyskytuje také mezi etniky Ewe a Mina na jihovýchodě Ghany a Toga kde je nazýváno tron.
Vodun charakterizuje zbožšťování přírodních elementů, kultická úcta k zemřelým předkům a víra v duchy – vodun je v překladu duch, božstvo, nadpřirozená mocnost –, kteří obývají předměty či přírodniny a mohou člověku (podle věřících tohoto náboženství) významně uškodit nebo jej naopak před nebezpečím ochránit. Ve vodunu existuje široká škála božstev vzniklá divinizací přírodních elementů nebo meteorologických jevů, která jsou podle místa výskytu a oblasti jejich kompetence rozdělována do tzv. rodin: nebeských božstev (dži-vodun), vodních božstev (to-vodun), zemských božstev (ai-vodun), božstev v rostlinách či zvířatech (atime-vodun) a osobních božstev. Za stvořitelskou dvojici zodpovědnou za stvoření světa, lidí i vodunů jsou považováni bohové Mawu a Lisa. Lisa měl prvního člověka vymodelovat z hlíny a božím dechem mu vdechnout duši. Nad stvořitelskou dvojicí Mawu a Lisa stojí v některých věroučných liniích nejvyšší bohyně Nana Buluku (nebo též Nana Buruku, Nana Baluku či Nana Buku). Nauka o nejvyšším Bohu je ovšem v regionech různá.
To celkově znamená, že vodun zahrnuje široké množství kultů. 
V Beninu se lze setkat rovněž se synkretismem vodunu a katolického křesťanství.
V kultu rovněž existují různé tajné společnosti, které provádějí iniciační rituály spojené zejména s pohlavní dospělostí u chlapců i dívek. U obou se provádí obvykle obřízka, přičemž na onu ženskou poukazují různé lidskoprávní organizace.

## Vodun Heviosso
Jedním z typů vodunského kultu je vodun Hevioso. Hevioso je charakterizován jako hromovládce, který je charakterizován jako mocný léčitel, jenž byl také původně člověkem.